# Gilston
Gilston est une paroisse civile et un village du Hertfordshire, en Angleterre.